# Wakanohana Kanji I.
Wakanohana Kanji (I.) (jap. 若乃花 幹士(初代); * 16. März 1928 in Hirosaki Präfektur Aomori; † 1. September 2010 in Shinjuku Präfektur Tokio), eigentlich Hanada Katsuji (花田 勝治), war ein japanischer Sumōringer und der 45. Yokozuna. Er gilt als Begründer der berühmten Ringer-Dynastie Hanada.

## Jugend
Wakanohanas Familie siedelte nach Muroran auf Hokkaidō über, nachdem der Taifun Muroko die Apfelbäume der Obstbauern im September 1934 zerstört hatte. Weil sein Vater durch die Teilnahme am Krieg psychisch und physisch geschädigt war, übernahm der junge Wakanohana, der damals noch Hanada Katsuji hieß, früh eine verantwortungsvolle Rolle in der Familie. Mit 14 Jahren begann er, in einem Stahlwerk zu arbeiten. 

## Sportliche Karriere
Als Talentscouts des Ringerstalls Nishonoseki-beya nach Nachwuchssportlern Ausschau hielten, konnte er im Probekampf reüssieren und wurde von Hanakago Oyakata, dem früheren Maegashira Onoumi, ausgebildet, dessen ersten Ringnamen (Shikona) er erbte. 1946 gehörte Wakanohana, wie er sich jetzt nannte, zu den ersten Rikishi, die nach dem Krieg ins Sumō eintraten. Innerhalb dreier Jahre schaffte er den Aufstieg in die Makuuchi-Division, wo er bald den Spitznamen „Teufel des Rings“ (土俵の鬼, Dohyō no Oni) erntete. Denkwürdig bleibt die Begegnung mit dem damaligen Yokozuna Chiyonoyama am 11. Tag des Herbstturniers 1955, die nach 17 Minuten und 15 Sekunden sowie diversen Pausen mit einem Unentschieden endete.
Der größte Rivale Wakanohanas war jedoch Tochinishiki. Beide waren für Rikishi eher klein und leicht. Ihre Rivalität setzte sich über die gesamte Dauer ihrer Karrieren fort, auch als beide Yokozuna waren. Keiner konnte jemals den anderen überflügeln, und ihre Kämpfe blieben spannend und spektakulär und hielten Millionen Japaner in Atem, die die Fehde im Radio und bald auch im Fernsehen verfolgten. Berühmt wurde ihr Kampf beim Haru-Basho 1953, bei dem Tochinishiki seinen auseinanderfallenden Chonmage mit einem Strohhalm aus der Dohyō-Begrenzung band und letztendlich gewinnen konnte. Im Mai 1959 schnappte Wakanohana seinerseits dem Widersacher einen Turniersieg am letzten Tage weg. 1960 trafen die beiden als Yokozuna wieder einmal beim Haru-Basho aufeinander – es war das erste Mal, dass in einem Turnier zwei bislang unbesiegte Großmeister gegeneinander antraten. Auch diesmal konnte Wakanohana obsiegen. Es sollte ihr letztes Aufeinandertreffen sein, Tochinishiki trat schon bald danach zurück. Wakanohana folgte ihm 1962, nachdem er zwei weitere Turniere gewonnen hatte und somit beide gleichermaßen zehn Turniere für sich entschieden hatten.

## Organisatorische Karriere
Nach dem Rückzug aus dem aktiven Ringen gründete Wakanohana seinen eigenen Stall (Heya) namens „Futagoyama“, dessen Meister (Oyakata) er wurde. Dieser brachte die Yokozuna Wakanohana Kanji II. und Takanosato Toshihide hervor. Auch Wakanohanas 22 Jahre jüngerer Bruder, der spätere Ōzeki Takanohana Kenshi, ging durch diese Schule. Einer dessen Söhne übernahm später den Shikona seines Onkels und wurde als Wakanohana der 66. Yokozuna. 1993 schied Futagoyama Oyakata aus Altersgründen aus dem Amt, sein später verstorbener Bruder verschmolz daraufhin seinen eigenen Stall Fujishima-beya mit dem Futagoyama-beya, der auch der Name des vereinten Stalls wurde.
Von Februar 1988 bis 1992 war er der Vorsitzende des japanischen Sumōverbandes.
Er starb am 1. September 2010 an Nierenkrebs.